# Karolína Matylda Šlesvicko-Holštýnsko-Sonderbursko-Glücksburská
Karolína Matylda Šlesvicko-Holštýnsko-Sonderbursko-Glücksburská (Viktorie Irena Adléta Augusta Alberta Feodora Karolína Matylda Šlesvicko-Holštýnsko-Sonderbursko-Glücksburská; 11. května 1894, Grünholz – 28. ledna 1972, Salcburk) byla členkou a princeznou šlesvicko-holštýnsko-sonderbursko-glücksburské dynastie a sňatkem s hrabětem Hansem ze Solms-Baruth a členkou a hraběnkou ze Solms-Baruth.

## Dětství
Princezna Karolína Matylda se narodila 11. května 1894 na panství Grünholz, Šlesvicku-Holštýnsku v Prusku jako šesté nejmladší dítě a pátá dcera šlesvicko-holštýnského vévody Fridricha Ferdinanda a jeho manželky Karolíny Matyldy Šlesvicko-Holštýnsko-Sonderbursko-Augustenburské.
Její otec Fridrich Ferdinand byl nejstarším synem vévody Fridricha Šlesvicko-Holštýnsko-Sonderbursko-Glücksburského a synovcem dánského krále Kristiána IX. Po smrti otce v roce 1885 se stal hlavou šlesvicko-holštýnsko-sonderbursko-glücksburské dynastie a vévodou. Karolíninou nejstarší sestra Viktorie Adléta se provdala za vévodu Karla Eduarda Sasko-Kobursko-Gothajského.

## Manželství
Dne 27. května 1920 se šestadvacetiletá Karolína Matylda na zámku Glücksburg provdala za hraběte Hanse ze Solms-Baruth. Hans byl třetím synem knížete Fridricha II. ze Solms-Baruth a jeho manželky hraběnky Luisy z Hochbergu, a mladším bratrem dědičného prince Fridricha ze Solms-Baruth, manžela Karolíniny starší sestry Adléty. Solms-Baruth bylo jeno z mnoha menších území Svaté říše římské nacházející se v Dolní Lužici. Prostřednictvím Německa v roce 1806 ztratilo svou nezávislost.
Karolína Matylda měla s Hansem tři děti:
- Viktorie Luisa Frederika Karolína Matylda ze Solms-Baruth (13. března 1921 – 1. března 2003)
- Fridrich Hans ze Solms-Baruth (3. března 1923 – 13. listopadu 2006)
- Hubertus ze Solms-Baruth (7. prosince 1934 – 22. října 1991)

## Pozdější život
V roce 1942 se její dcera Viktorie provdala za svého bratrance prince Fridricha Josiáše Sasko-Kobursko-Gothajského, nejmladšího syna její sestry Viktorie Adléty, a pozdějšího uchazeče o sasko-kobursko-gothajský vévodský trůn. Hrabě Hans zemřel 9. října 1971 v rakouském Salcburku. Karolína Matylda ho přežila jen o pár měsíců a zemřela 28. ledna 1972 taktéž v Salcburku.

## Vývod z předků
|                                                                 |                                                                      |  |                                                                        |                                          |  |  |  |  |  |  |  | Fridrich Karel Ludvík Šlesvicko-Holštýnsko-Sonderbursko-Becký |
|                                                                 |                                                                      |  |                                                                        |                                          |  |  |  |  |  |  |  |                                                               |
|                                                                 | Fridrich Vilém Šlesvicko-Holštýnsko-Sonderbursko-Glücksburský        |  |                                                                        |                                          |  |  |  |  |  |  |  |                                                               |
|                                                                 |                                                                      |  |                                                                        |                                          |  |  |  |  |  |  |  |                                                               |
|                                                                 |                                                                      |  |                                                                        | Frederika Schliebenská                   |  |  |  |  |  |  |  |                                                               |
|                                                                 |                                                                      |  |                                                                        |                                          |  |  |  |  |  |  |  |                                                               |
|                                                                 | Fridrich Šlesvicko-Holštýnsko-Sonderbursko-Glücksburský              |  |                                                                        |                                          |  |  |  |  |  |  |  |                                                               |
|                                                                 |                                                                      |  |                                                                        |                                          |  |  |  |  |  |  |  |                                                               |
|                                                                 |                                                                      |  |                                                                        | Karel Hesensko-Kasselský                 |  |  |  |  |  |  |  |                                                               |
|                                                                 |                                                                      |  |                                                                        |                                          |  |  |  |  |  |  |  |                                                               |
|                                                                 | Luisa Karolina Hesensko-Kasselská                                    |  |                                                                        |                                          |  |  |  |  |  |  |  |                                                               |
|                                                                 |                                                                      |  |                                                                        |                                          |  |  |  |  |  |  |  |                                                               |
|                                                                 |                                                                      |  |                                                                        | Luisa Dánská a Norská                    |  |  |  |  |  |  |  |                                                               |
|                                                                 |                                                                      |  |                                                                        |                                          |  |  |  |  |  |  |  |                                                               |
|                                                                 | Fridrich Ferdinand Šlesvicko-Holštýnský                              |  |                                                                        |                                          |  |  |  |  |  |  |  |                                                               |
|                                                                 |                                                                      |  |                                                                        |                                          |  |  |  |  |  |  |  |                                                               |
|                                                                 |                                                                      |  |                                                                        | Filip II. ze Schaumburg-Lippe            |  |  |  |  |  |  |  |                                                               |
|                                                                 |                                                                      |  |                                                                        |                                          |  |  |  |  |  |  |  |                                                               |
|                                                                 | Jiří Vilém ze Schaumburg-Lippe                                       |  |                                                                        |                                          |  |  |  |  |  |  |  |                                                               |
|                                                                 |                                                                      |  |                                                                        |                                          |  |  |  |  |  |  |  |                                                               |
|                                                                 |                                                                      |  |                                                                        | Juliana Hesensko-Philippsthalská         |  |  |  |  |  |  |  |                                                               |
|                                                                 |                                                                      |  |                                                                        |                                          |  |  |  |  |  |  |  |                                                               |
|                                                                 | Adléta ze Schaumburg-Lippe                                           |  |                                                                        |                                          |  |  |  |  |  |  |  |                                                               |
|                                                                 |                                                                      |  |                                                                        |                                          |  |  |  |  |  |  |  |                                                               |
|                                                                 |                                                                      |  |                                                                        | Jiří I. Waldecko-Pyrmontský              |  |  |  |  |  |  |  |                                                               |
|                                                                 |                                                                      |  |                                                                        |                                          |  |  |  |  |  |  |  |                                                               |
|                                                                 | Ida Waldecko-Pyrmontská                                              |  |                                                                        |                                          |  |  |  |  |  |  |  |                                                               |
|                                                                 |                                                                      |  |                                                                        |                                          |  |  |  |  |  |  |  |                                                               |
|                                                                 |                                                                      |  |                                                                        | Augusta Schwarzbursko-Sondershausenská   |  |  |  |  |  |  |  |                                                               |
|                                                                 |                                                                      |  |                                                                        |                                          |  |  |  |  |  |  |  |                                                               |
| Karolína Matylda Šlesvicko-Holštýnsko-Sonderbursko-Glücksburská |                                                                      |  |                                                                        |                                          |  |  |  |  |  |  |  |                                                               |
|                                                                 |                                                                      |  |                                                                        |                                          |  |  |  |  |  |  |  |                                                               |
|                                                                 |                                                                      |  | Frederik Kristián II. Šlesvicko-Holštýnsko-Sonderbursko-Augustenburský |                                          |  |  |  |  |  |  |  |                                                               |
|                                                                 |                                                                      |  |                                                                        |                                          |  |  |  |  |  |  |  |                                                               |
|                                                                 | Kristián August II. Šlesvicko-Holštýnsko-Sonderbursko-Augustenburský |  |                                                                        |                                          |  |  |  |  |  |  |  |                                                               |
|                                                                 |                                                                      |  |                                                                        |                                          |  |  |  |  |  |  |  |                                                               |
|                                                                 |                                                                      |  |                                                                        | Luisa Augusta Dánská                     |  |  |  |  |  |  |  |                                                               |
|                                                                 |                                                                      |  |                                                                        |                                          |  |  |  |  |  |  |  |                                                               |
|                                                                 | Fridrich VIII. Šlesvicko-Holštýnský                                  |  |                                                                        |                                          |  |  |  |  |  |  |  |                                                               |
|                                                                 |                                                                      |  |                                                                        |                                          |  |  |  |  |  |  |  |                                                               |
|                                                                 |                                                                      |  |                                                                        | Kristián Konrád Danneskioldsko-Samsøeský |  |  |  |  |  |  |  |                                                               |
|                                                                 |                                                                      |  |                                                                        |                                          |  |  |  |  |  |  |  |                                                               |
|                                                                 | Luisa Žofie z Danneskiold-Samsøe                                     |  |                                                                        |                                          |  |  |  |  |  |  |  |                                                               |
|                                                                 |                                                                      |  |                                                                        |                                          |  |  |  |  |  |  |  |                                                               |
|                                                                 |                                                                      |  |                                                                        | Henrietta Danneskioldsko-Samsøeská       |  |  |  |  |  |  |  |                                                               |
|                                                                 |                                                                      |  |                                                                        |                                          |  |  |  |  |  |  |  |                                                               |
|                                                                 | Karolína Matylda Šlesvicko-Holštýnsko-Sonderbursko-Augustenburská    |  |                                                                        |                                          |  |  |  |  |  |  |  |                                                               |
|                                                                 |                                                                      |  |                                                                        |                                          |  |  |  |  |  |  |  |                                                               |
|                                                                 |                                                                      |  |                                                                        | Karel Ludvík Hohenlohe-Langenburský      |  |  |  |  |  |  |  |                                                               |
|                                                                 |                                                                      |  |                                                                        |                                          |  |  |  |  |  |  |  |                                                               |
|                                                                 | Arnošt I. z Hohenlohe-Langenburgu                                    |  |                                                                        |                                          |  |  |  |  |  |  |  |                                                               |
|                                                                 |                                                                      |  |                                                                        |                                          |  |  |  |  |  |  |  |                                                               |
|                                                                 |                                                                      |  |                                                                        | Amálie Henrietta ze Solms-Baruth         |  |  |  |  |  |  |  |                                                               |
|                                                                 |                                                                      |  |                                                                        |                                          |  |  |  |  |  |  |  |                                                               |
|                                                                 | Adléta z Hohenlohe-Langenburgu                                       |  |                                                                        |                                          |  |  |  |  |  |  |  |                                                               |
|                                                                 |                                                                      |  |                                                                        |                                          |  |  |  |  |  |  |  |                                                               |
|                                                                 |                                                                      |  |                                                                        | Emich Karel Leiningenský                 |  |  |  |  |  |  |  |                                                               |
|                                                                 |                                                                      |  |                                                                        |                                          |  |  |  |  |  |  |  |                                                               |
|                                                                 | Feodora Leiningenská                                                 |  |                                                                        |                                          |  |  |  |  |  |  |  |                                                               |
|                                                                 |                                                                      |  |                                                                        |                                          |  |  |  |  |  |  |  |                                                               |
|                                                                 |                                                                      |  |                                                                        | Viktorie Sasko-Kobursko-Saalfeldská      |  |  |  |  |  |  |  |                                                               |
|                                                                 |                                                                      |  |                                                                        |                                          |  |  |  |  |  |  |  |                                                               |